# محمد علي حيدرة
محمد علي حيدرة (1959 - قرية دار الهجرة) هو داعية شيعي موريتاني سنغالي الجنسية والرئيس المؤسس لمؤسسة المزدهر الدولية.

## حياته
ولد محمد علي حيدرة في قرية دار الهجرة التي أسسها والده الشريف الحسن حيدرة جنوب السنغال. يدعي الشريف محمد علي انتمائه إلى آل البيت، ووالده الشريف الحسن حيدرة، موريتاني الأصل من قبيلة لقلال، ينسبون أنفسهم إلى إدريس الحسني العلوي مؤسس الدولة الإدريسية في المغرب وشمال أفريقيا والذي ينتهي نسبه عند الحسن بن علي، وأمه هي السيدة «ميمونة دياو» وهي ابنة الشيخ صيدو دياو أحد الزعماء التقليديين من قومية البولار.

## المشوار الدراسي
بدأ الشريف محمد علي مشواره التعليمي مبكرا في محظرة والده الشريف الحسن حيدرة بقرية دار الهجرة حيث حفظ القرآن الكريم بروايتي حفص وقالون وهو لم يصل العاشرة من عمره، وعلى أيدي والده دائما بدأ تلقي مبادئ الفقه والشريعة الإسلامية وفق المذهب المالكي.
قبل وصوله سن الخامسة عشرة أكمل الشريف محمد علي دراسة مبادئ التصوف السني التيجاني على ايدي والده وهو أحد كبار مشايخ الطريقة الصوفية التيجانية في غرب أفريقيا. على مدى سنتين درس الشريف على يد والده أيضا علوم اللغة العربية وآدابها حيث أحاط بألفية ابن مالك ومتن اللاجرومية، بالإضافة إلى غيرها من المؤلفات وعيون الأدب العربي والمئات من المقاطع الشعرية والأنظام.
بدأ في السابعة عشرة من عمره الخروج من قريته والتعرف على العالم ليبدأ رحلة علم وعمل زار خلالها عشرات من دول العالم. بدأ تعلم اللغة الفرنسية في فرنسا وأتقنها خلال أشهر قليلة ما مكنه من دخول المدارس النظامية لتلقي التعليم العصري، وهناك تعرف على المذهب الشيعي من خلال ما توفره مكتبات باريس من كتب وأبحاث في شتى العلوم. بعد بحث وتدقيق في كتب السيرة والتاريخ الإسلامي قرر الشريف محمد علي حيدرة التحول إلى المذهب الشيعي الاثناعشري، ولم يلق أي معارضة من والده.

## مناصب يشغلها
الشريف محمد علي حيدرة هو الرئيس المؤسس لمؤسسة المزدهر الدولية، رئيس ومدير عام إذاعة المزدهر أف أم في داكار واذاعة الزهراء أف أم في كولدا. كما يشغل منصب قائد المزدهر الشيعية الأفريقية في كل أرجاء العالم.

## مؤلفاته
صدرت لمحمد علي حيدرة عدة كتب ومؤلفات، من أهم مؤلفاته التي صدرت حتى الآن:
- حقائق خلافة الرسول، بالعربية والفرنسية والإنجليزية[20]
- الإمام الحسين شهيد الإسلام ومنقذه، باللغة الفرنسية
- السيدة زينب بطلة كربلاء، باللغة الفرنسية
- صفة صلاة النبي الأكرم طبقا لرواية آل بيته عليهم السلام، باللغة الفرنسية
- غدير خم، باللغة الفرنسية
- عاشوراء: يوم حداد أم يوم احتفال؟ باللغة الفرنسية[21]
- مبادئ المالية الإسلامية، باللغة الفرنسية[14][22]